# Renārs Kaupers
Renārs Kaupers, pseud. Reynard Cowper (ur. 1 września 1974 w Jełgawie) – łotewski piosenkarz pop i aktor, wokalista zespołu Brainstorm.

## Życiorys
W 1996 roku ukończył studia na Uniwersytecie Łotewskim, uzyskując dyplom z dziennikarstwa. Cztery lata później razem ze swoim zespołem reprezentował Łotwę podczas 45. Konkursu Piosenki Eurowizji z utworem „My Star”, z którym zajął ostatecznie trzecie miejsce w klasyfikacji finałowej. W 2003 roku został jednym z prowadzących 48. Konkurs Piosenki Eurowizji organizowany w łotewskim Skonto Olympic Hall. Kilka miesięcy wcześniej został jednym z jurorów podczas estońskich eliminacji do finału konkursu. W 2005 roku prowadził koncert Gratulacje, który zorganizowany został w Kopenhadze z okazji 50-lecia Konkursu Piosenki Eurowizji.

## Życie prywatne
Ma żonę Agnese i trzech synów: Edgara, Emila i Arona.

## Filmografia

### Aktor
1. Georg (2007)
2. Vecas pagastmajas misterija (2000)

## Odznaczenia
- Order Trzech Gwiazd (2008)[4]
- Order Gwiazdy Białej (Estonia, 2005)